# Gaby Jäh
Gaby Jäh (* 20. Dezember 1912; † 2015) war eine deutsche Schauspielerin.

## Leben
Über das Leben der im Jahr 1912 geborenen Gaby Jäh sind nur lückenhafte Informationen vorhanden. Bekannt ist, dass sie ab Mitte der 1940er-Jahre an den Städtischen Bühnen Halle engagiert war und dort auch noch zehn Jahre später auf der Bühne stand. Ab 1960 stand sie vorrangig für den Deutschen Fernsehfunk, aber auch für die DEFA vor der Kamera und wirkte bis 1976 in rund 15 Film- und Fernsehproduktionen mit. Sie war mit dem Schauspieler A. P. Hoffmann (1906–1982) verheiratet. Ihr gemeinsamer Sohn Tim Hoffmann (1943–2015) war ebenfalls als Schauspieler tätig.
Gaby Jäh starb 2015, nur wenige Wochen nach ihrem Sohn, im Alter von 102 Jahren.

## Filmografie
- 1960: Fernsehpitaval: Der Fall Haarmann (Fernsehreihe)
- 1961: Gewissen in Aufruhr (Fernseh-Fünfteiler, 2 Episoden)
- 1969: Das siebente Jahr
- 1972: Polizeiruf 110: Verbrannte Spur (Fernsehreihe)
- 1973: Der Staatsanwalt hat das Wort: Nachteinkäufe (Fernsehreihe)
- 1976: Die Lindstedts (Fernsehserie, 1 Episode)

## Theater
- 1946: Friedrich Schiller: Don Carlos – Regie: Hans-Georg Rudolph (Städtische Bühnen Halle)
- 1946: Pedro Calderón de la Barca: Die Dame Kobold – Regie: Wilm Dammann (Städtische Bühnen Halle)
- 1947: Hans Adler / Alexander Steinbrecher: Meine Nichte Susanne (Susanne von Montabelle) – Regie: Hans-Georg Rudolph (Städtische Bühnen Halle)
- 1954: Paul Burkhard / Erik Charell / Jürg Amstein: Das Feuerwerk – Regie: Herbert Henze (Städtische Bühnen Halle)
- 1954: Thomas Gabbe: Der kristallene Schuh (Königin) – Regie: ? (Städtische Bühnen Erfurt)